# Carex × abitibiana
Carex × abitibiana là một loài thực vật có hoa lai ghép trong họ Cói. Loài này được Lepage mô tả khoa học đầu tiên năm 1959.